# سیارک ۱۶۰۲۳
سیارک ۱۶۰۲۳ (به انگلیسی: ‎16023 Alisonyee، نامگذاری: 1999CV93) شانزده هزار و بیست و سومین سیارک کشف شده‌است که در ۱۰ فوریه ۱۹۹۹ کشف شد.
قدر مطلق سیارک برابر ۱۴٫۹ است.